# Нерадово (Млавський повіт)
Нерадово (пол. Nieradowo) — село в Польщі, у гміні Шидлово Млавського повіту Мазовецького воєводства.